# 25. březen
25. březen je 84. den roku podle gregoriánského kalendáře (85. v přestupném roce). Do konce roku zbývá 281 dní. Svátek má Marián.
Ve středověku byl tento den, svátek Zvěstování Panně Marii (přesně devět měsíců před Narozením Páně – 25. prosincem), používán jako počátek kalendářního roku (tzv. stilus annunciationis). Lišilo se však, jaký rok letopočtu tímto dnem začínal:
1. Podle způsobu florentinského (calculus Florentinus) byl letopočet stejný jako podle běžného kalendáře, takže rok začínal pouze o dva měsíce a 25 dní později než stejný rok začínající 1. lednem. Tento způsob se používal ve Francii (mos Gallicanus) i v některých oblastech Německa ve 12. století; nejdéle se však udržel ve Florencii, a to do 2. poloviny 18. století.
2. Podle způsobu pisánského (calculus Pisanus) tento den začínal rok s letopočtem o jedno vyšším, který předbíhal obyčejný rok začínající 1. lednem o 9 měsíců a 7 dní. V Pise začínali takto rok až do 1749.

Takže například v průběhu normálního roku 1125 začínal ve Florencii k 25. březnu teprve rok 1125, zatímco v Pise začínal ve stejný den už rok 1126.
V papežské kanceláři se užíval způsob florentinský od poloviny 10. století až do roku 1088. V letech 1088–1145 byl souběžně(!) užíván též způsob pisánský a od roku 1145 až do doby papeže Bonifáce VIII. (1294–1303) se prosadil opět způsob florentinský.

## Události

### Česko
- 1189 – Po smrti knížete Bedřicha se jeho nástupcem stal moravský markrabě Konrád II. Ota, čímž byly Morava a Čechy opět spojeny osobou jediného panovníka. Moravské markrabství však existovalo jako svébytný státní útvar i nadále.
- 1234 – Anežka Přemyslovna vstoupila do kláštera na Starém Městě, kde stráví dalších 50 let.
- 1420 – Proběhla bitva u Sudoměře, ve které Jan Žižka porazil vojsko katolických pánů.
- 1904 – V pražském Národním divadle měla premiéru poslední Dvořákova opera Armida.
- 1932 – Premiéra českého filmu režiséra Karla Lamače Lelíček ve službách Sherlocka Holmese s Vlastou Burianem ve dvojroli, Martinem Fričem a Lídou Baarovou
- 1945
  - Americký nálet na pražské průmyslové čtvrti na severovýchodě města, konkrétně se jednalo Libeň a vysočanský komplex, kde se vyráběly stíhače tanků Hetzer, dalším cílem byly letiště ve Kbelích a Letňanech. Náletu se zúčastnilo 400 letadel typu B-17 Flying Fortress a B-24 Liberator.
  - Byla zahájena Bratislavsko-brněnská operace sovětských a rumunských vojsk, která skončila osvobozením jihozápadního Slovenska a jižní a střední Moravy od nacistické okupace.
- 1959 – U příležitosti sjezdu Odborového svazu zaměstnanců dopravy a spojů byl do Prahy propagandisticky vypraven nejtěžší vlak v historii ČSD (6486 tun), tažený prototypem lokomotivy TL 659.0, který však svou délkou cca 2300 m částečně zablokoval železniční dopravu mezi Smíchovem a Vyšehradem.
- 1985 – V rámci 57. ročníku udílení cen americké Akademie filmového umění a věd za rok 1984 získali Oscara režisér Miloš Forman v kategorii Nejlepší režie, architekt a výtvarník Karel Černý v kategorii Nejlepší výprava a dekorace a kostýmní výtvarník Theodor Pištěk v kategorii Nejlepší kostýmy za film Amadeus (1984).
- 1995 – Demonstrace na Staroměstském náměstí v Praze. Změnu nových sociálních zákonů požadovalo po vládě až 90 000 hlasů.
- 1996 – Slavnostně byl zahájen provoz ropovodu z německého Ingolstadtu do Nelahozevsi u Kralup nad Vltavou.
- 2006 – Česko zasáhly povodně.
- 2016 – Poprvé v Česku slaven Velký pátek jako státní svátek.

### Svět
- 0421 – Dle legendy byly založeny Benátky.
- 0708 – Konstantin usedl na papežský stolec jako 88. papež.
- 1133 – Vilém I. Dobyvatel přikázal první prozkoumání Anglického ostrova.
- 1306 – Robert Bruce korunován skotským králem.
- 1409 – Byl zahájen Pisánský koncil.
- 1584 – Sir Walter Raleigh obnovil patent pro Humphrey Gilberta, aby mohl nadále objevovat Severní Ameriku
- 1634 – Prvních 150 osadníků se vylodilo na pobřeží dnešního Marylandu. De facto tak založili britskou kolonii Province of Maryland, která de iure vznikla už o dva roky dříve.
- 1655 – Holandský astronom Christiaan Huygens objevuje Saturnův měsíc Titan
- 1734 – Princ Vilém IV. Oranžský se oženil s Princess Royal Annou Hannoverskou.
- 1799 – Jednotky Francouzského Direktoria a Rakouského císařství se střetly v bitvě u Stockachu.
- 1901 – Z továrny Daimler Motoren Gesellschaft vyjel první Mercedes
- 1904 – Sibeliův Valse triste měl premiéru v Helsinkách.
- 1918 – Byla vyhlášena nezávislá Běloruská lidová republika.
- 1949 – Sovětské úřady zahájily takzvané březnové deportace občanů Estonska, Lotyšska a Litvy, tentokrát zaměřené proti odpůrcům násilné kolektivizace a dalším nepřátelům režimu, obětí deportace bylo přes 94 000 osob.
- 1957 – Zástupci Francie, Německa, Itálie, Belgie, Lucemburska a Nizozemska v Římě podepsali Římské smlouvy a založili tak Evropské hospodářské společenství a Evropské společenství pro atomovou energii.
- 1974 – Francouz Roland Moreno přihlásil patent na první čipovou platební kartu na světě.
- 1987 – Papež Jan Pavel II. vydal encykliku Redemptoris Mater o blahoslavené Panně Marii v životě katolické církve.
- 1988 – Při tzv. Svíčkové demonstraci bylo v Bratislavě zadrženo 138 osob včetně zahraničních novinářů.
- 1995 – Papež Jan Pavel II. vydal encykliku Evangelium vitae o ceně, důstojnosti a ochraně lidského života.
- 2015 – Zayn Malik opustil skupinu One Direction
- 2018 – Při požáru nákupního centra v ruském Kemerovu zahynulo 64 lidí.

## Narození
Viz též Kategorie:Narození 25. března – automatický abecedně řazený seznam.

### Česko

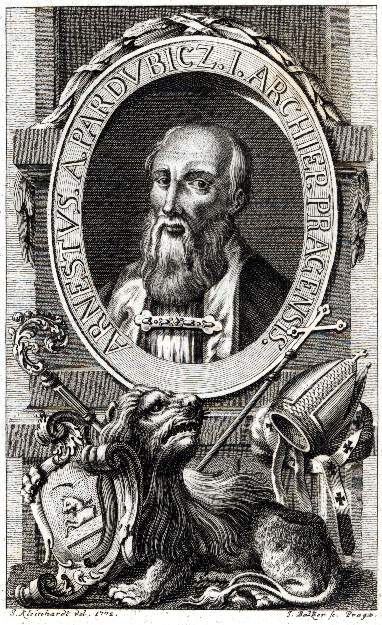
Arnošt z Pardubic (* 1297)

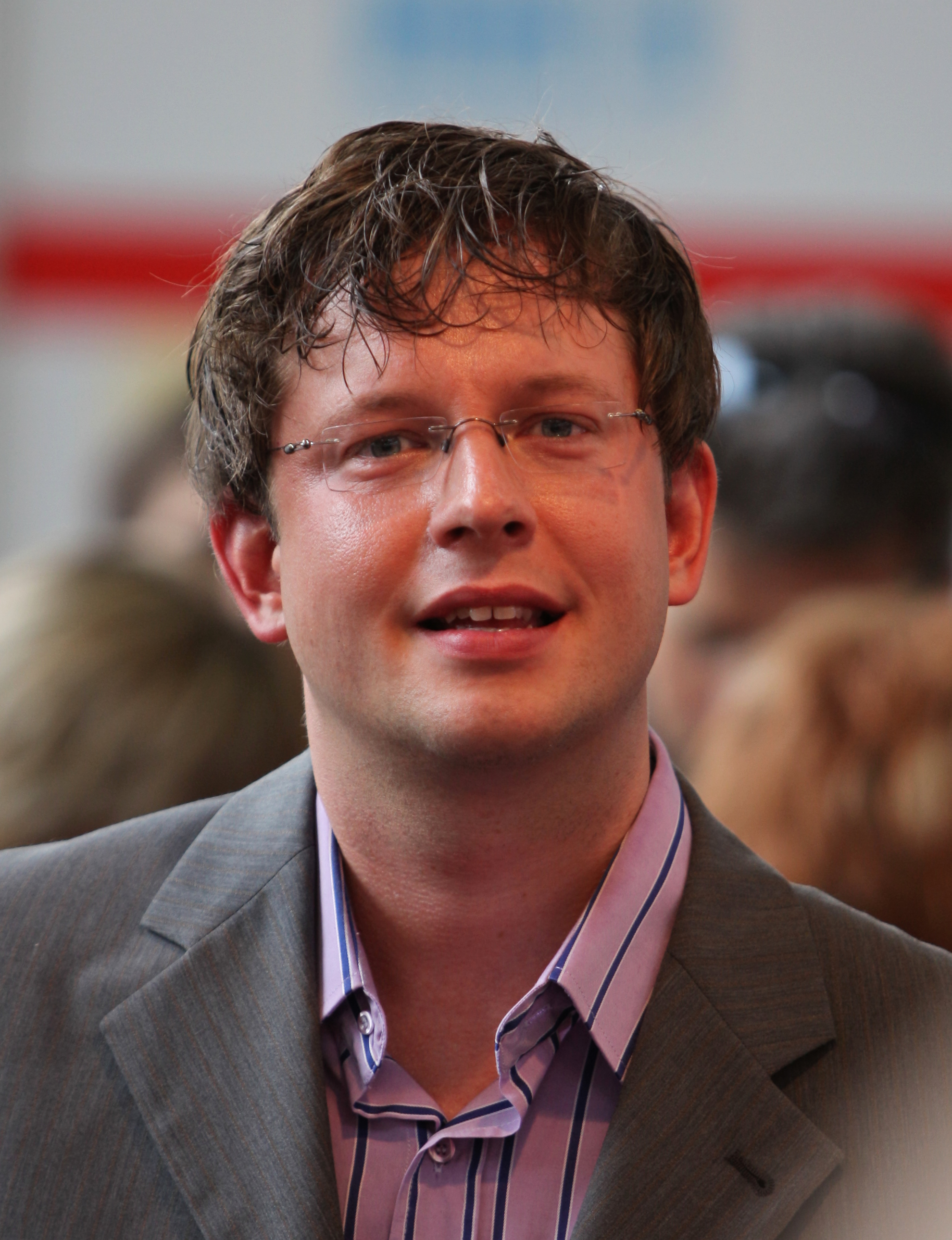
Aleš Cibulka (* 1977)

- 1297 – Arnošt z Pardubic, první pražský arcibiskup († 30. června 1364)
- 1724 – Adam František z Hartigu, rakouský diplomat († 15. listopadu 1783)
- 1820 – Vincenc Dominik Bíba, pedagog († 2. června 1906)
- 1832 – August Breiský, lékař a pedagog († 25. května 1889)
- 1849
  - Josef Probošt, rolník, povozník, řezbář († 20. března 1926)
  - Gustav Fiedler, šestý moravskoostravský starosta († 27. dubna 1936)
- 1850 – František Vogner, učitel, sbormistr a hudební skladatel († 23. listopadu 1930)
- 1864 – Alfred Nikodém, průkopník zimního plavání († 30. října 1949)
- 1867 – Pavel Blaho, slovenský lékař a československý politik († 29. listopadu 1927)
- 1870 – Franz Budig, československý politik německé národnosti († 3. ledna 1928)
- 1871 – Josef Kouša, československý politik († 14. října 1935)
- 1876 – Karel Dyrynk, typograf a překladatel († 2. července 1949)
- 1878 – František Janda-Suk, atlet, olympijský medailista († 23. července 1955)
- 1879 – Otakar Zich, hudební skladatel a estetik († 9. července 1934)
- 1881 – Josef Adámek, československý politik († 19. ledna 1964)
- 1884 – Josef Vašata, dirigent a hudební skladatel († 29. srpna 1942)
- 1885 – Jan Slavík, historik a archivář († 9. května 1978)
- 1890 – Vlasta Javořická, spisovatelka († 1. srpna 1978)
- 1893 – Anna Iblová, herečka († 16. července 1954)
- 1896 – František Tichý, malíř a grafik († 7. října 1961)
- 1901
  - Antonín Klicpera, fotbalový reprezentant († 6. listopadu 1951)
  - Antonín Kybal, textilní výtvarník († 15. listopadu 1971)
- 1906 – Jozef Trojan, oběť komunismu († 28. prosince 1953)
- 1914 – Marie Vojtěcha Hasmandová, představená Kongregace Milosrdných sester sv. Karla Boromejského († 21. ledna 1988)
- 1921
  - Desider Galský, spisovatel a publicista († 24. listopadu 1990)
  - Jan Kozák, spisovatel († 5. května 1995)
  - Jan Firbas, jazykovědec, anglista († 5. května 2000)
- 1923 – Ladislav Vik, kněz a politický vězeň komunistického režimu († 22. července 2011)
- 1924 – Jaromír Fajkus, malíř († 30. června 2009)
- 1928
  - Karel Hyliš, sochař, medailér, keramik
  - Marie Šechtlová, fotografka († 5. července 2008)
  - Zdeněk Košler, dirigent († 2. července 1995)
- 1930 – Karel Špaček, ministr financí ČR
- 1938 – Jan Fridrich, archeolog († 20. listopadu 2007)
- 1942 – Jan Ságl, fotograf
- 1943
  - Vojtěch Hurta, výtvarník, řezbář († 1. března 2014)
  - Petr Fiala, hudební skladatel, sbormistr a hudebník
- 1949 – Helena Šikolová, běžkyně na lyžích, bronz na OH 1972
- 1951 – Zbyněk M. Duda, historik a teoretik umění
- 1957 – Jana Skalická, výtvarnice a pedagožka († 1. dubna 2015)
- 1958 – Emil Hakl, spisovatel
- 1965 – Zdeněk Sokol, fotograf
- 1977 – Aleš Cibulka, moderátor a publicista
- 1983 – Karolína Kaiserová, herečka
- 1985 – Elisavet Charalambidu, II. česká vicemiss 2008
- 1994 – Eva Perkausová, moderátorka, herečka a modelka

### Svět

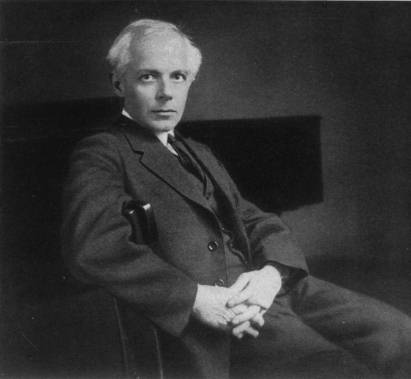
Béla Bartók (* 1881)

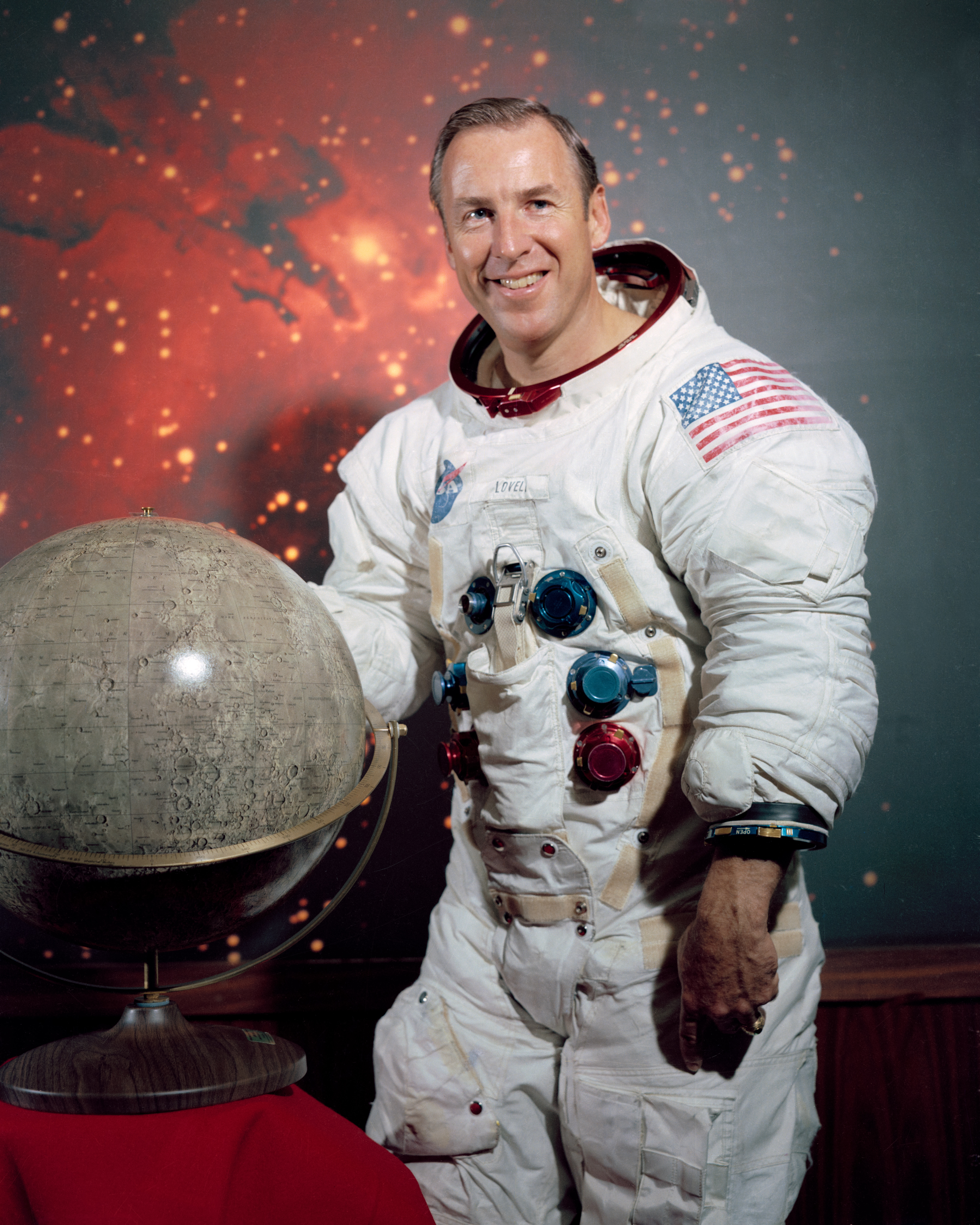
Jim Lovell (* 1928)

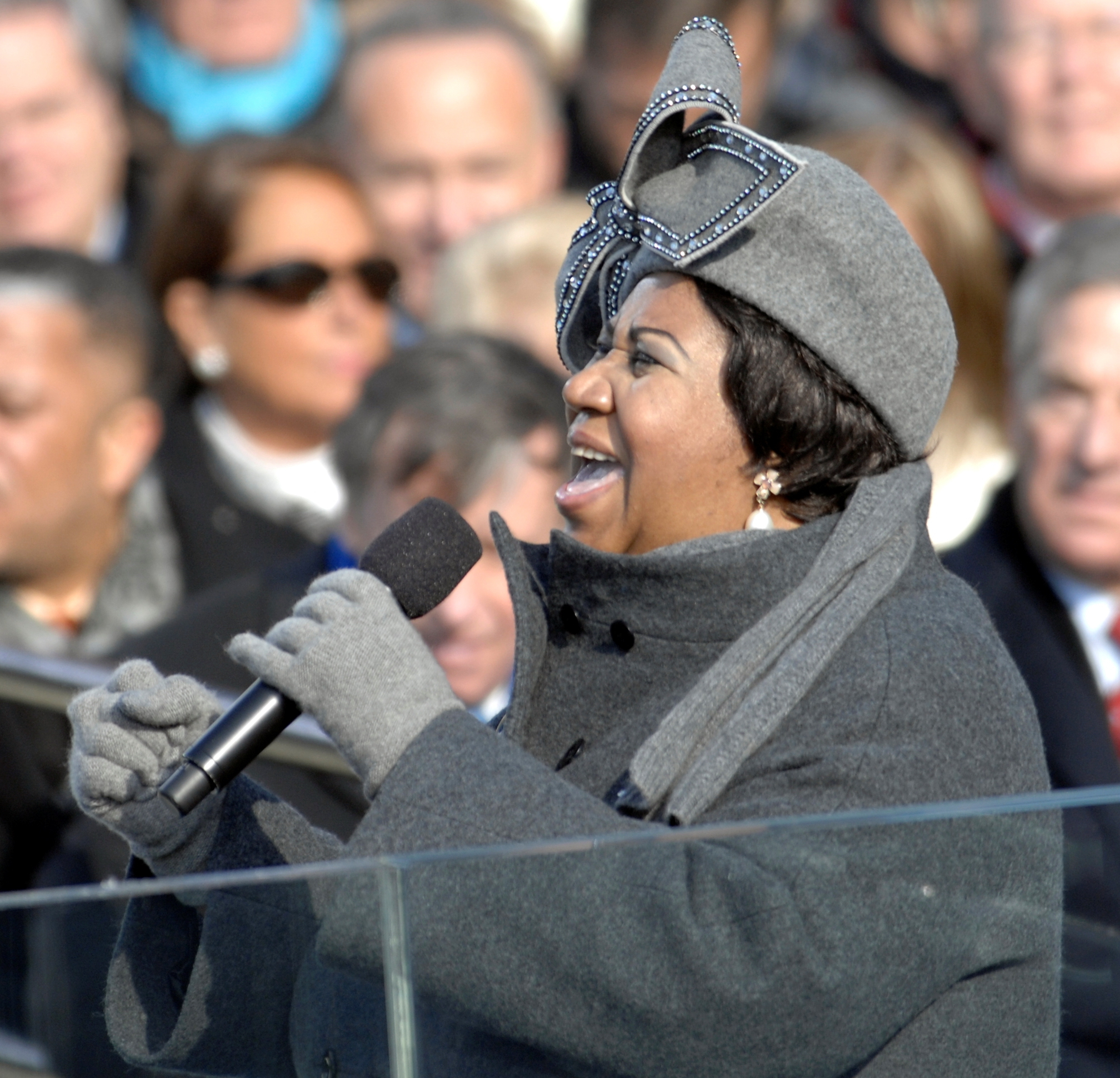
Aretha Franklinová (* 1942)

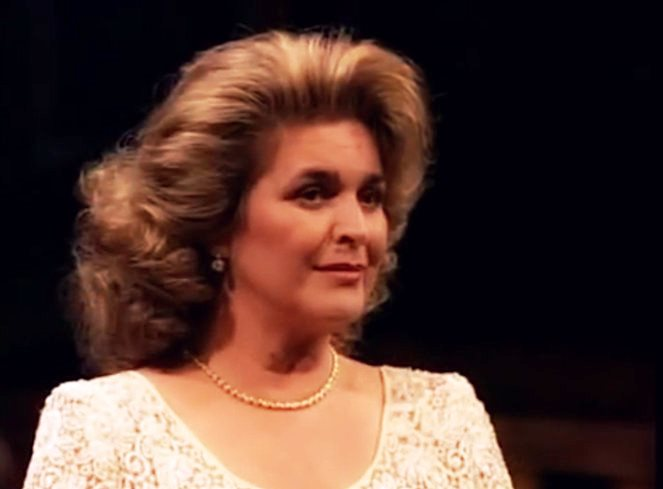
Gabriela Beňačková (* 1947)

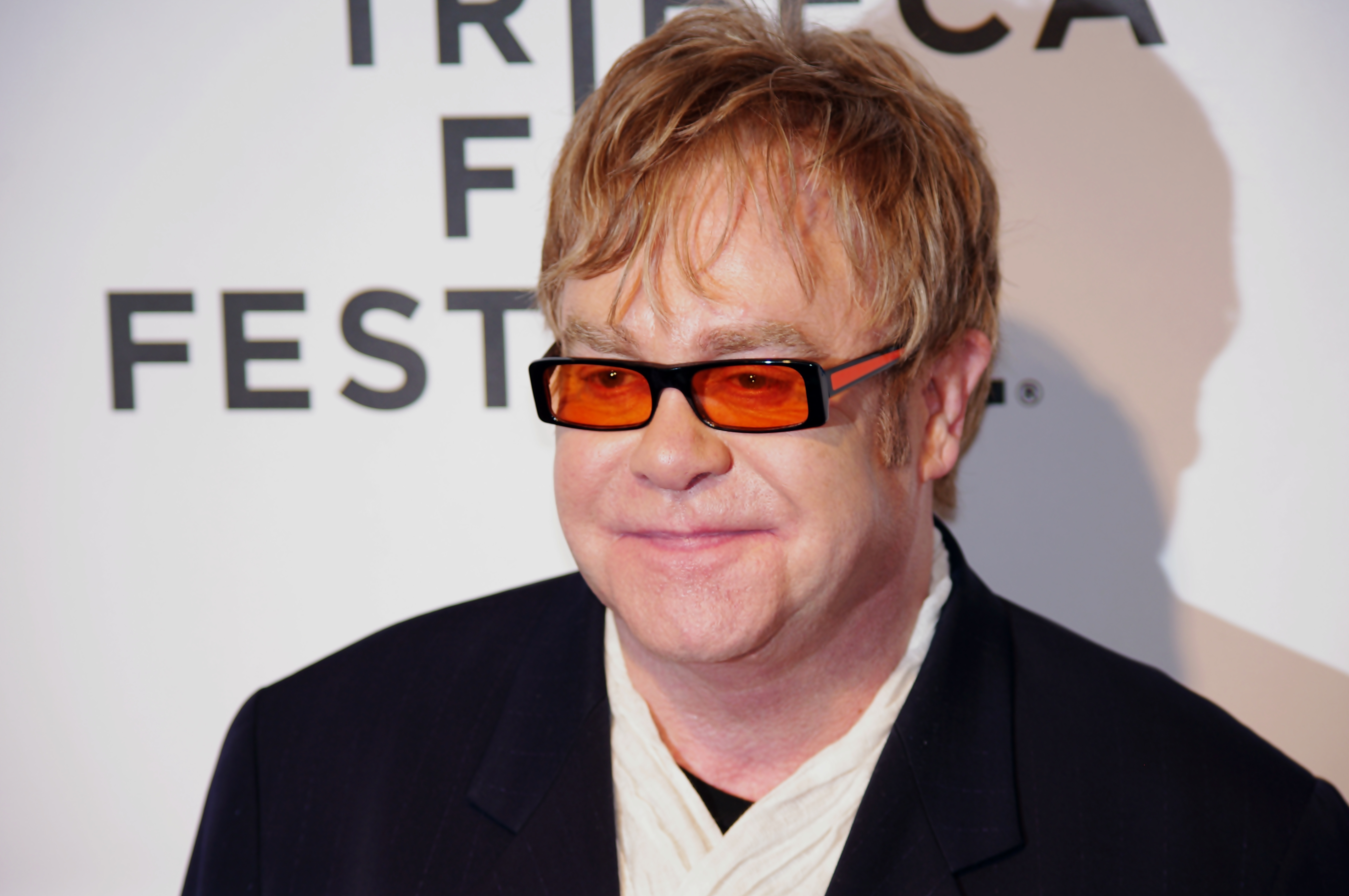
Elton John (* 1947)

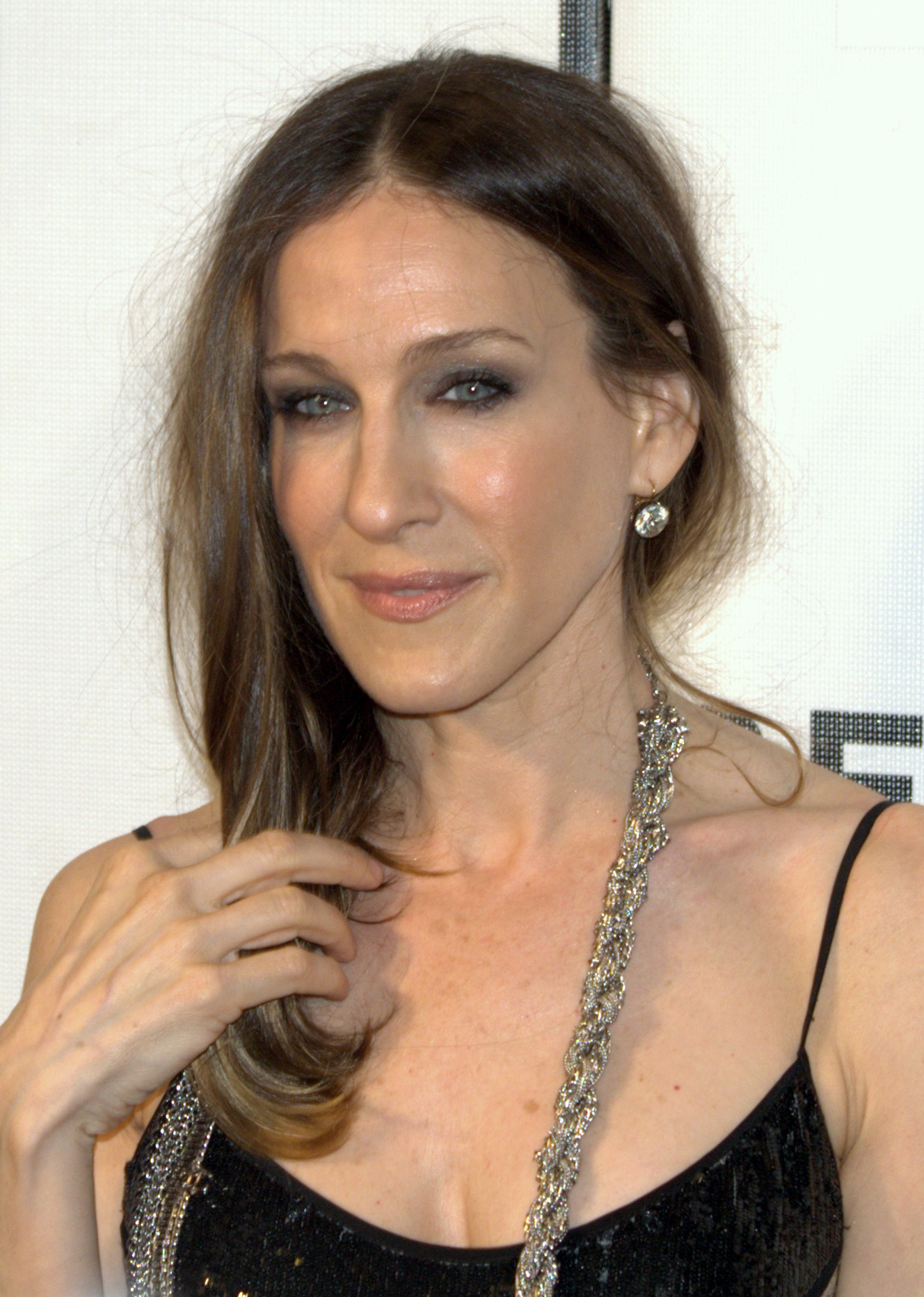
Sarah Jessica Parker (* 1965)

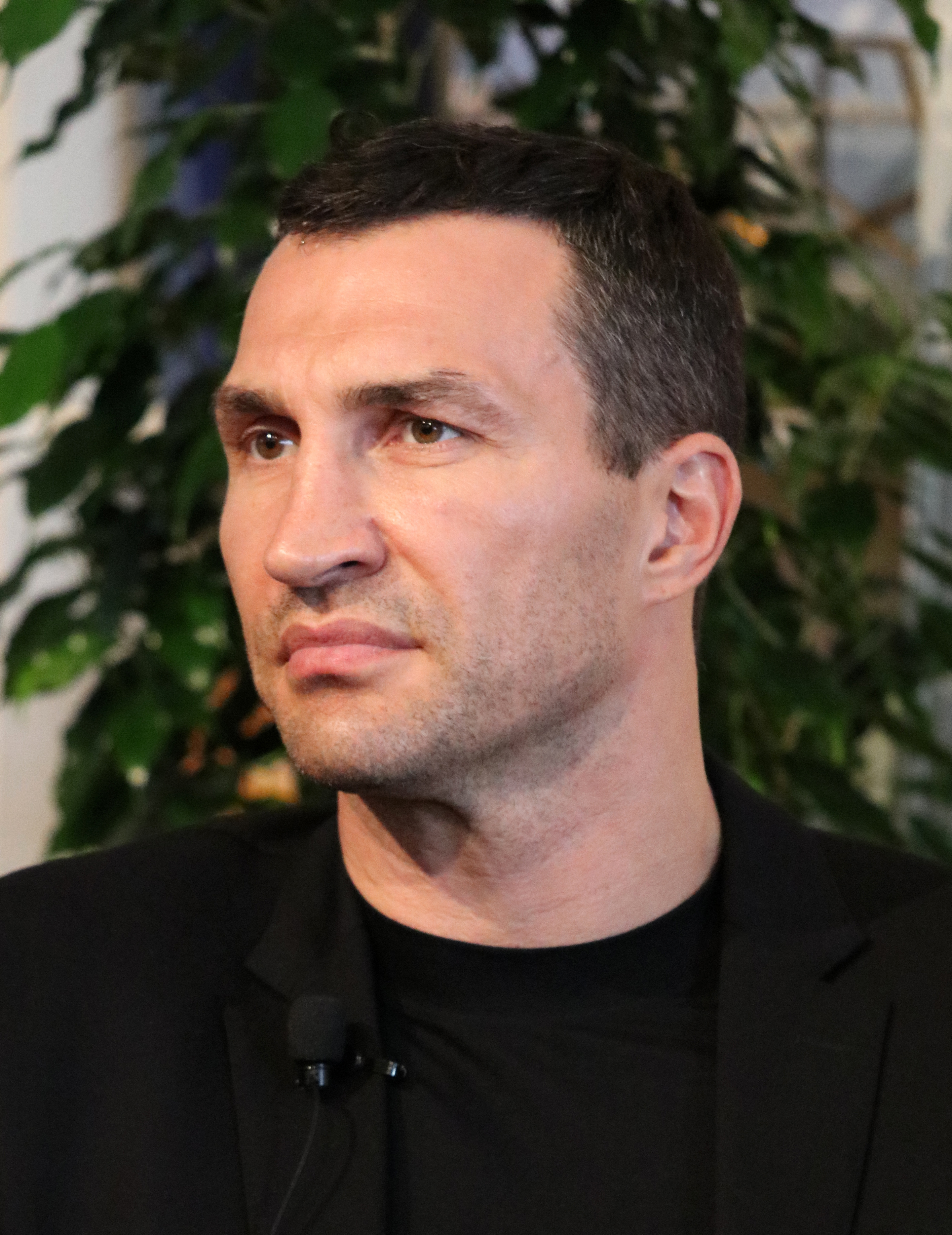
Vladimir Kličko (* 1976)

- 1157 – Alfons II. Aragonský, aragonský král († 26. dubna 1196)
- 1252 – Konradin, vévoda švábský, král sicilský král jeruzalémský († 29. října 1268)
- 1347 – Kateřina Sienská, italská řeholnice a světice († 29. dubna 1380)
- 1538 – Christopher Clavius, německý matematik a astronom († 1612)
- 1546 – Veronica Franco, italská básnířka, kurtizána, feministka, filantropka, milenka francouzského krále Jindřicha III. († 22. července 1591)
- 1593 – Svatý Jean de Brébeuf, jezuitský misionář v Kanadě († 16. března 1649)
- 1611 – Evlija Čelebi, osmanský cestovatel († 1682)
- 1745 – John Barry, komodor Námořnictva spojených států amerických († 13. září 1803)
- 1767 – Joachim Murat, velkovévoda z Bergu a Cleves, maršál Francie, král obojí Sicílie († 13. října 1815)
- 1782 – Caroline Bonaparte, sestra Napoleona Bonaparte a neapolská královna († 1839)
- 1784 – François-Joseph Fétis, belgický hudební skladatel, kritik, muzikolog, historik a pedagog († 26. března 1871)
- 1799 – Jacob Christoph Rad, rakouský cukrovarník, vynálezce kostkového cukru († 13. října 1871)
- 1808 – José de Espronceda, španělský básník († 23. května 1842)
- 1819 – Venceslaus Ulricus Hammershaimb, faerský lingvista († 8. dubna 1909)
- 1829 – Ignacio Zaragoza, mexický politik a vojevůdce († 8. září 1862)
- 1834 – Benjamin Forstner, americký vynálezce († 27. února 1897)
- 1836 – Jozef Ľudovít Holuby, slovenský protestantský kazatel, botanik, spisovatel a národní buditel († 15. června 1923)
- 1842 – Antonio Fogazzaro, italský spisovatel († 7. března 1911)
- 1844 – Adolf Engler, německý botanik († 10. října 1930)
- 1865 – Alexej von Jawlensky, ruský malíř († 15. března 1941)
- 1866 – Teodoro Ballo Tena, španělský houslista, dirigent a hudební skladatel († 6. srpna 1962)
- 1867
  - Gutzon Borglum, americký sochař († 6. března 1941)
  - Arturo Toscanini, italský dirigent († 16. ledna 1957)
- 1871 – Hermann Abert, německý muzikolog († 13. srpna 1927)
- 1873 – Rudolf Rocker, německý anarchosyndikalistický spisovatel a aktivista († 19. září 1958)
- 1876 – Irving Baxter, americký atlet, dvojnásobný olympijský vítěz v roce 1900 († 13. června 1957)
- 1881 – Béla Bartók, maďarský hudební skladatel († 26. září 1945)
- 1882 – Kjúsaku Ogino, japonský gynekolog († 1. ledna 1975)
- 1885 – Mateiu Ion Caragiale, rumunský spisovatel († 17. ledna 1936)
- 1887 – Čúiči Nagumo, admirál japonského císařského námořnictva († 6. července 1944)
- 1897 – Jeghiše Čarenc, arménský básník, oběť stalinského teroru († 29. listopadu 1937)
- 1906 – Alan John Percivale Taylor, anglický historik a novinář († 7. září 1990)
- 1908 – David Lean, britský filmový režisér († 16. dubna 1991)
- 1910 – Bencijon Netanjahu, izraelský historik († 30. dubna 2012)
- 1914 – Norman Borlaug, americký agronom, nositel Nobelovy ceny míru († 12. září 2009)
- 1920 – Patrick Troughton, anglický herec († 28. března 1987)
- 1921
  - Simone Signoretová, francouzská herečka († 30. září 1985)
  - Alexandra Řecká a Dánská, manželka posledního jugoslávského krále, Petra II. († 30. ledna 1993)
  - Mary Douglas, britská antropoložka († 16. května 2007)
- 1922 – Stephen Edelston Toulmin, anglický filosof († 4. prosince 2009)
- 1925
  - Flannery O'Connorová, americká spisovatelka († 3. srpna 1964)
  - Jaime Sabines, chiapaský básník († 19. března 1999)
- 1926
  - Riz Ortolani, italský filmový hudební skladatel († 23. ledna 2014)
  - László Papp, maďarský boxer († 16. října 2003)
- 1928
  - Jim Lovell, americký vojenský pilot a astronaut českého původu († 7. srpna 2025)
  - Roald Aas, norský rychlobruslař a cyklista, olympijský vítěz († 18. února 2012)
- 1929 – Cecil Taylor, americký klavírista, hudební skladatel a básník († 5. dubna 2018)
- 1931
  - Bohumil Golián, slovenský volejbalista, československý reprezentant († 11. ledna 2012)
  - Tom Wilson, americký hudební producent († 6. září 1978)
  - Paul Motian, americký jazzový bubeník a skladatel († 2011)
  - Riz Ortolani, italský filmový hudební skladatel († 23. ledna 2014)
- 1939 – D. C. Fontana, americká televizní scenáristka (Star Trek) († 2. prosince 2019)
- 1940 – Anna Mina Mazzini, italská popová zpěvačka
- 1942
  - Michal Dočolomanský, slovenský herec († 26. srpna 2008)
  - Aretha Franklinová, americká soulová zpěvačka († 16. srpna 2018)
- 1943 – Kevin Kelley, americký bubeník († 6. dubna 2002)
- 1945 – Hermann Flaschka, rakouský teoretický fyzik a matematik († 18. března 2021)
- 1946 – Daniel Bensaïd, francouzský filozof († 12. ledna 2010)
- 1947
  - Gabriela Beňačková, slovenská operní pěvkyně
  - Elton John, anglický zpěvák, hudební skladatel a klavírista
- 1949 – Bob Ezrin, kanadský hudebník
- 1953 – Lorna Byrne, irská mystička a spisovatelka
- 1956 – Jefim Šifrin, ruský herec a zpěvák
- 1958
  - Maria Colónová, kubánská atletka, olympijská vítězka v hodu oštěpem
  - John Maybury, britský filmový režisér
- 1960 – Chad Wackerman, americký bubeník
- 1962
  - Marcia Crossová, americká herečka
  - Fernando Martín, španělský basketbalista († 3. prosince 1989)
- 1964
  - Alexej Prokurorov, sovětský a ruský běžec na lyžích, olympijský vítěz († 10. října 2008)
  - Hank Azaria, americký herec a komik
- 1965
  - Stefka Kostadinovová, bulharská držitelka světového rekordu ve skoku do výšky
  - Sarah Jessica Parker, americká herečka
- 1966 – Jeff Healey, kanadský jazzový a blues-rockový kytarista († 2. března 2008)
- 1971 – Stacy Dragilaová, americká atletka, tyčkařka
- 1972 – Phil O'Donnell, skotský fotbalista († 29. prosince 2007)
- 1973 – Michaela Dorfmeisterová, rakouská lyžařka
- 1976 – Vladimir Kličko, ukrajinský boxer
- 1979 – Muriel Hurtisová, francouzská atletka, sprinterka
- 1980 – Hanno Koffler, německý herec
- 1982 – Nadine Krauseová, německá házenkářka
- 1988 – Big Sean, americký rapper
- 1992 – Elizabeth Lail, americká herečka
- 1994 – Justine Dufourová-Lapointeová, kanadská akrobatická lyžařka
- 1998 – Alberto Dainese, italský silniční cyklista
- 1999 – Mikey Madison, americká herečka
- 2000 – Sha'Carri Richardsonová, americká atletka, sprinterka

## Úmrtí
Viz též Kategorie:Úmrtí 25. března – automatický abecedně řazený seznam.

### Česko

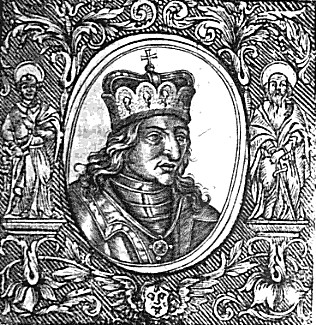
Kníže Bedřich († 1189)

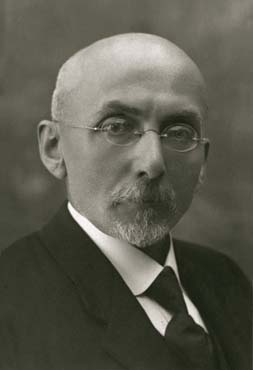
Otokar Březina († 1929)

- 1053 – Prokop, svatý poustevník a opat, zakladatel Sázavského kláštera (* cca 970)
- 1189 – Bedřich, český kníže (* 1141/1142)
- 1709 – Norbert Želecký z Počenic, opat premonstrátského kláštera Hradisko u Olomouce (* 1649)
- 1833 – Alois Klar, filantrop, zakladatel Klárova ústavu (* 25. dubna 1763)
- 1892 – Adolf Tachezy, český politik německé národnosti, starosta Chebu (* 20. února 1814)
- 1902 – Václav Janda, politik (* 22. ledna 1836)
- 1908 – Karl Max Zedtwitz, šlechtic a politik (* 25. června 1844)
- 1915 – Rudolf Jaroslav Kronbauer, novinář a spisovatel (* 17. června 1864)
- 1919 – Gustav Victor Finger, letecký konstruktér (* 30. června 1854)
- 1926 – Vinzenz Kraus, československý politik německé národnosti (* 18. října 1865)
- 1927 – Alois Adlof, kazatel Jednoty českobratrské (* 16. března 1861)
- 1928 – Jozef Chládek, hudební skladatel (* 12. března 1856)
- 1929 – Otokar Březina, básník (* 13. září 1868)
- 1936 – František Topič, nakladatel a vydavatel (* 20. listopadu 1858)
- 1943 – Jan Bor, divadelní režisér (* 16. února 1886)
- 1955 – Josef Cink, básník (* 16. června 1932)
- 1968 – Bedřich Pokorný, důstojník československé tajné služby (* 6. března 1904)
- 1985 – Karel Balíček, malíř (* 31. října 1904)
- 1987 – Gusta Fučíková, komunistická politička (* 28. srpna 1903)
- 1996 – Jaroslav Kudrna, historik, filosof a jazykovědec (* 31. října 1926)
- 2000 – Vladimír Váňa, esperantista (* 15. února 1932)
- 2003 – František Khynl, česko-americký zlatník a klenotník (* 25. června 1907)
- 2010
  - Robert Kopecký, politik, poslanec a starosta (* 18. dubna 1952)
  - Martin Řehák, atlet, trojskok (* 20. srpna 1933)
- 2015 – Josef Rybička, hlasový pedagog (* 8. prosince 1922)
- 2018 – Ivan Ruller, architekt (* 17. listopadu 1926)
- 2023 – Emil Boček, stíhací pilot RAF během druhé světové války (* 25. února 1923)

### Svět

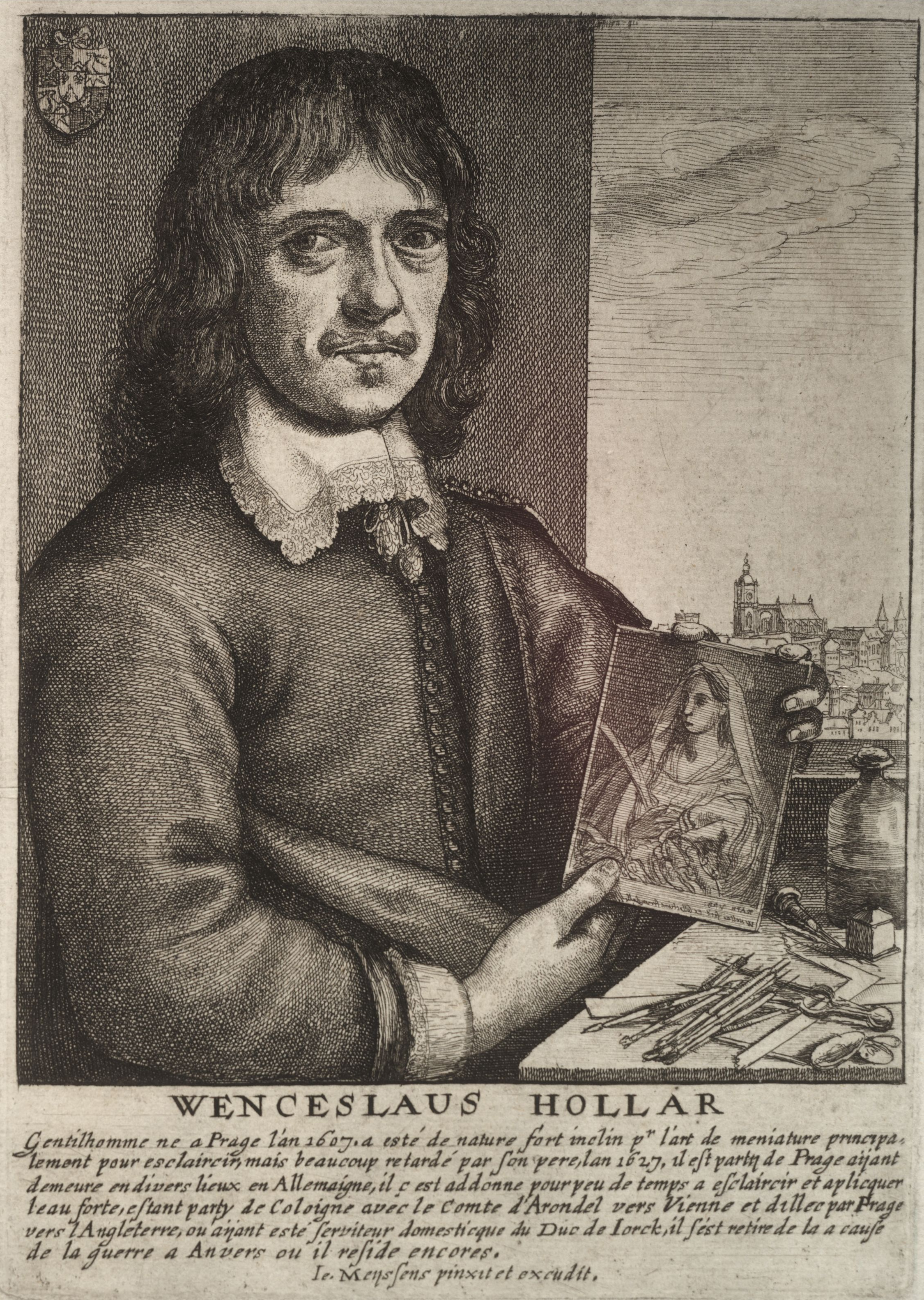
Václav Hollar († 1677)

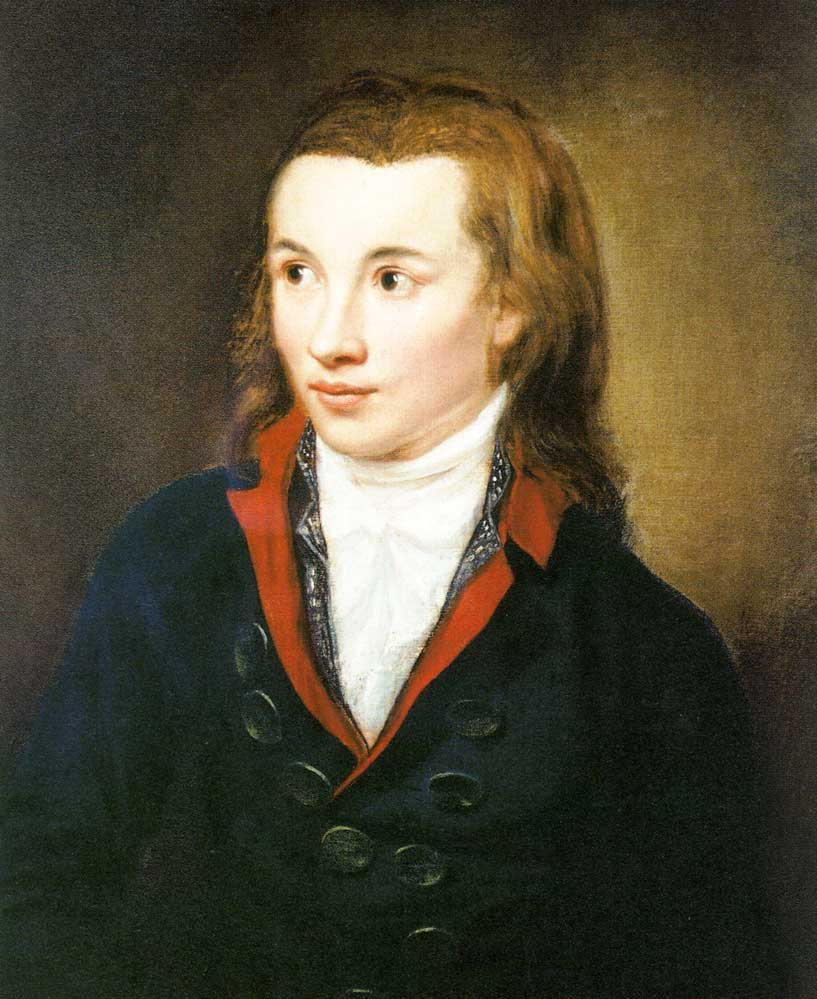
Novalis († 1801)

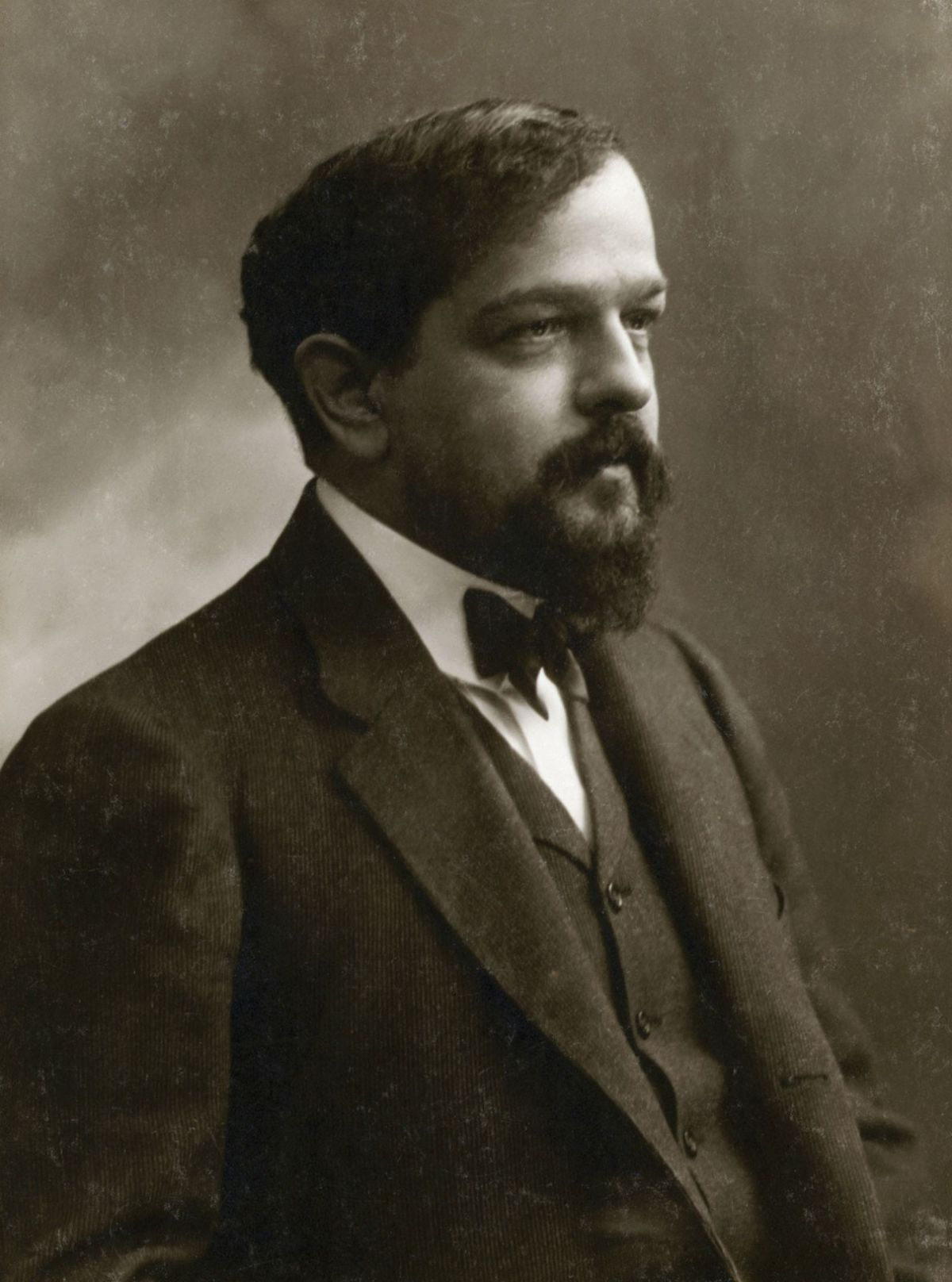
Claude Debussy († 1918)

- 1005 – Kenneth III., král skotský (* před 967)
- 1223 – Alfons II. Portugalský, portugalský král (* 23. dubna 1185)
- 1259 – Andronikos II., byzantský císař († 13. února 1332)
- 1273 – Tomáš Bérard, velmistr Templářů (* ?)
- 1323 – Marie Uherská, neapolská královna (* 1257)
- 1330 – Alžběta Dolnobavorská, rakouská vévodkyně (* asi 1306)
- 1623 – Henri de La Tour, francouzský šlechtic, maršál Francie (* 28. září 1555)
- 1625 – Giambattista Marino, italský básník (* 14. října 1569)
- 1677 – Václav Hollar český rytec a kreslíř (* 13. července 1607)
- 1712 – Nehemiah Grew, anglický rostlinný anatom a fyziolog (* 26. září 1641)
- 1751 – Frederik I. Švédský, švédský král (* 28. dubna 1676)
- 1761 – Salomon Kleiner, německý kreslíř a rytec (* 4. března 1700)
- 1774 – Zeynep Sultan, osmanská princezna a dcera sultána Ahmeda III. (* 8. dubna 1714)
- 1801 – Novalis, německý spisovatel a básník (* 2. května 1772)
- 1809 – Anna Sewardová, anglická spisovatelka (* 12. prosince 1747)
- 1857 – William Colgate, americký průmyslník (* 25. ledna 1783)
- 1865 – Feliks Paweł Jarocki, polský zoolog a entomolog (* 14. ledna 1790)
- 1871 – Leopold II. Sedlnický, slezský šlechtic, vratislavský biskup (* 29. července 1787)
- 1873 – Wilhelm Marstrand, dánský malíř a ilustrátor (* 24. prosince 1810)
- 1875 – Louis Amédée Achard, francouzský novinář a spisovatel (* 19. dubna 1814)
- 1909 – Ruperto Chapí, španělský hudební skladatel (* 27. března 1851)
- 1914 – Frédéric Mistral, francouzský básník, nositel Nobelovy ceny (* 1830)
- 1915 – Placido Riccardi, italský řeholník, blahoslavený katolické církve (* 24. června 1844)
- 1918 – Claude Debussy, francouzský hudební skladatel (* 22. srpna 1862)
- 1919 – Wilhelm Lehmbruck, německý expresionistický sochař (* 4. ledna 1881)
- 1920 – Aloys von Liechtenstein, rakouský šlechtic a politik (* 18. listopadu 1846)
- 1927 – Johanne Hesbeck, dánská fotografka (* 2. září 1873)
- 1933 – Erik Jan Hanussen, rakouský varietní umělec a jasnovidec (* 2. června 1889)
- 1945 – Hilary Paweł Januszewski, polský kněz a mučedník (* 11. června 1907)
- 1947 – Čchen Čcheng-po, čínský a tchajwanský malíř (* 2. února 1895)
- 1948 – Florian Tománek, slovenský římskokatolický kněz, redaktor a československý poslanec (* 2. května 1877)
- 1955 – Chuang Pin-chung, čínský malíř a historik umění (* 27. ledna 1865)
- 1963 – Lyman Briggs, americký fyzik a pedolog (* 7. května 1874)
- 1967 – Johannes Itten, švýcarský expresionistický malíř (* 11. listopadu 1888)
- 1973 – Edward Steichen, americký fotograf a malíř (* 27. března 1879)
- 1975 – Fajsal ibn Abdul al-Azíz, saúdský král (* 14. dubna 1906)
- 1976 – Josef Albers, americký malíř (* 19. března 1888)
- 1978 – William Mulloy, americký antropolog (* 3. května 1917)
- 1980
  - Roland Barthes, francouzský literární kritik a teoretik, filosof a sémiotik (* 12. listopadu 1915)
  - Hans Walter Süsskind, britský klavírista, dirigent a hudební skladatel českého původu (* 1. května 1913)
  - Milton Erickson, americký psycholog (* 5. prosince 1901)
- 1991 – Marcel Lefebvre, francouzský arcibiskup (* 29. listopadu 1905)
- 1995 – James Samuel Coleman, americký sociolog (* 12. května 1926)
- 2006
  - Buck Owens, americký country zpěvák a skladatel (* 12. srpna 1929)
  - Richard Fleischer, americký filmový režisér (* 8. prosince 1916)
- 2007 – Andranik Markarjan, arménský premiér v letech 2000–2007 (* 12. června 1951)
- 2010 – Elisabeth Noelle-Neumannová, německá socioložka a politoložka (* 19. prosince 1916)
- 2011 – Marija Isakovová, sovětská rychlobruslařka (* 5. července 1918)
- 2012 – Antonio Tabucchi, italský spisovatel (* 24. září 1943)
- 2021
  - Beverly Clearyová, americká spisovatelka (* 12. dubna 1916)
  - Bertrand Tavernier, francouzský filmový režisér, scenárista a producent (* 25. dubna 1941)
- 2022 – Taylor Hawkins, americký bubeník, člen Foo Fighters (* 17. února 1972)

## Svátky

### Česko
- Marian, Mario, Marius
- Iris

### Svět
- Slovensko – Marián
- Řecko – Vznik republiky
- OSN – Mezinárodní den památky obětí otroctví a transatlantického obchodu s otroky
- OSN – Mezinárodní den solidarity se zadrženými a pohřešovanými zaměstnanci
- Den nenarozených dětí

Katolický kalendář
- Zvěstování Panny Marie (viz liturgický rok)

## Pranostiky

### Česko
- Panny Marie zvěstování zimy nevyhání.
- Zvěstování jaro zvěstuje, zima přec nepolevuje.
- Jaro zvěstuje Zvěstování, ale zimu ještě nevyhání.
- Když noc na Matičku jasno, bude úroda, krásno.
- Východ slunce na Zvěstování Panny Marie předpovídá dobrý rok.
- Jestli na den Zvěstování panny Marie ráno před slunce východem a přede dnem světlí oblakové jsou,
takže hvězdy spatřiti se mohou, bude rok příjemný a úrodný.
- Svítí-li slunce na den Zvěstování Panny Marie, bude úrodný rok.
- Na den Zvěstování Panny Marie déšť – urodí se rež.
- Jaké Zvěstování Boží Matky – takové velikonoční svátky.
- Panny Marie Zvěstování – zelených semen rozsévání.
- Panna Maria sfoukne svíčku a svatý Michal ji rozsvítí.
- Na Panny Marie Zvěstování kdybys travičku palicí do země tloukl, už ji tam nedostaneš.
- Matka Boží trávu množí.
- Matička Boží kuželíček složí.
- Svatý Matěj přidá polínko, svatý Josef dvě a Panna Maria celou náruč.

| 25. březen v pražském KlementinuÚdaje jsou platné k 8. 7. 2025. | 25. březen v pražském KlementinuÚdaje jsou platné k 8. 7. 2025. | 25. březen v pražském KlementinuÚdaje jsou platné k 8. 7. 2025. |
| minimum                                                         | denní průměr                                                    | maximum                                                         |
| --------------------------------------------------------------- | --------------------------------------------------------------- | --------------------------------------------------------------- |
| −11,2 °C (1785)                                                 | 7,4 °C (od 1961)                                                | 20,5 °C (2010)                                                  |